# Wimbledon Football Club
Wimbledon Football Club fue un club de fútbol inglés con sede en el suburbio de Wimbledon, Merton, suroeste de Londres. Fue fundado en 1889 y durante más de setenta años militó en las categorías semiprofesionales inglesas, ganando ocho títulos de la Liga Isthmian, la Copa FA amateur en 1963 y tres campeonatos consecutivos de la Southern Football League entre 1975 y 1977. En la temporada 1977/78 pudo debutar en la Football League desde la Cuarta División, y desde entonces mantuvo un crecimiento constante que le llevó a conseguir en 1986 el ascenso a Primera División.
El mayor éxito del Wimbledon es la victoria de la FA Cup de 1988 ante el Liverpool F.C. El plantel apodado «the Crazy Gang» («Pandilla Loca»), en el que jugaban Dennis Wise, Vinnie Jones, Lawrie Sanchez, Dave Beasant y John Fashanu, destacó en el fútbol británico por su estilo de juego rudo e intimidatorio, con el que obtuvo los mejores resultados de su historia. En 1992 fue uno de los fundadores de la Premier League, en la que permaneció ocho ediciones hasta su descenso en la temporada 1999/00.
Aunque el Wimbledon contaba con un estadio en propiedad, el vetusto Plough Lane, tuvieron que mudarse a Selhurst Park en 1991 porque el otro campo no cumplía las medidas de seguridad recomendadas en el Informe Taylor. En 2001 la directiva anunció sus planes de trasladar el equipo a Milton Keynes, a 90 kilómetros al norte de la capital. A pesar de las movilizaciones para evitarlo, una comisión independiente de la Asociación del Fútbol autorizó el traslado en mayo de 2002. Buena parte de la masa social apoyó la creación de un nuevo club, el «Association Football Club Wimbledon», y dejaron de sentir el anterior como suyo. El Wimbledon entró en concurso de acreedores, completó la mudanza a Milton Keynes en la temporada 2003/04, y tras descender a la Football League One fue refundado como «Milton Keynes Dons» en 2004.

## Historia

### Equipo amateur

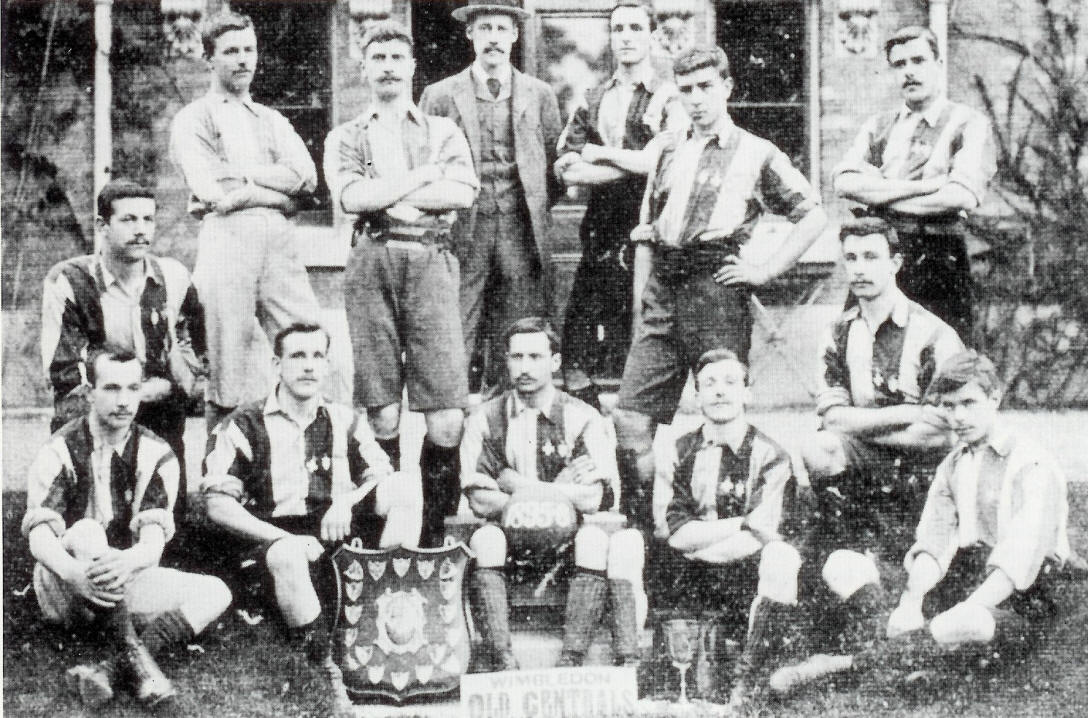
Plantilla del Wimbledon Old Central (1895).

En 1889, un grupo de alumnos del Old Central School de Wimbledon (barrio del suroeste de Londres) fundaron el «Wimbledon Old Central Football Club». Su primer partido se resolvió con victoria por 1-0 frente a un equipo de Westminster. En poco tiempo la entidad creció, proclamándose campeona de las ligas de Clapham y Herald en 1896, y uno de los rivales más potentes del fútbol amateur británico. El 1 de mayo de 1905, los miembros del club votaron eliminar las referencias a Old Central y llamarse solo «Wimbledon Football Club», denominación que se ha mantenido hasta el final. El punto de inflexión para su desarrollo llegó con la construcción del estadio Plough Lane, inaugurado el 9 de septiembre de 1912. Consolidados ya como una de las potencias del fútbol aficionado londinense, en la década de 1930 ganaron cuatro ediciones de la Liga Isthmian (1931, 1932, 1935 y 1936) y perdieron la final de la Copa FA amateur de 1935, todo ello bajo las órdenes del primer entrenador H.R. Watts.
Después de algunos altibajos, el Wimbledon volvió a ganar la Liga Isthmian en 1959 y encadenó una racha de tres campeonatos consecutivos desde 1962 hasta 1964, así como el título de la Copa FA amateur en 1963 tras vencer por 4-2 al Sutton United en el estadio de Wembley, con cuatro goles de cabeza de Eddie Reynolds. En la temporada 1964/65 se aprobó la conversión en una entidad profesional y el ingreso en la Southern Football League, de la que fueron subcampeones en el primer año. Ese dominio se mantuvo durante la década de 1970, con tres títulos de liga consecutivos entre 1975 y 1977 a las órdenes de Allen Batsford. Además, en la edición de 1974/75 de la FA Cup se convirtieron en el primer equipo de las divisiones inferiores que derrotaba a otro de Primera División, el Burnley F.C.

### Ingreso en la Liga Profesional (1977-1986)
Gracias a la creación de una estructura profesionalizada y a los éxitos deportivos, el Wimbledon fue aceptado en la Football League a partir de la temporada 1977/78, desde la Cuarta División. De inmediato fue adquirido por un empresario inglés, Ron Noades. En su año de debut finalizó en mitad de tabla, pero la llegada al banquillo de Dario Gradi y la contratación de jugadores experimentados les aupó a Tercera División en la campaña 1978/79. Al año siguiente, finalizaron en último lugar. Gradi volvió a conseguir la plaza en Tercera en 1980/81, pero esta vez no pudo quedarse porque se marchaba al Crystal Palace. Su sustituto fue el segundo entrenador, Dave Bassett, quien no pudo evitar un nuevo descenso en la última jornada.
A pesar del descenso, Bassett se mantuvo en el banquillo y sentó las bases para el crecimiento meteórico de la entidad. En la temporada 1982/83 el equipo terminó líder de la Cuarta División; un año después logró subir a Segunda como subcampeón. Y después de un duodécimo lugar en la edición 1984/85, el Wimbledon certificó un sorprendente ascenso a Primera División gracias a un tercer lugar en la temporada 1985/86, con una plantilla en la que destacaban el capitán Dave Beasant, el central Nigel Winterburn y los debutantes Dennis Wise, Lawrie Sanchez y John Fashanu. Solo habían pasado nueve años desde que el Wimbledon ingresase en la Football League hasta el debut en la máxima categoría.

### The Crazy Gang(1986-1992)

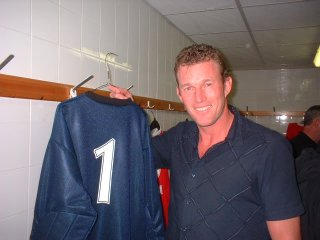
Dave Beasant, portero y capitán del Wimbledon en la FA Cup de 1988.

En su temporada de debut en la máxima categoría, la 1986/87, se daba por hecho que el Wimbledon sería candidato al descenso. No obstante, después de perder su primer encuentro contra el Manchester City, el equipo encadenó una racha de cuatro victorias consecutivas y se puso líder de la clasificación. Al final del curso terminaron en sexta posición, antes de que Dave Bassett fuese contratado por el Watford. Su sucesor fue Bobby Gould, procedente de Bristol Rovers.
A partir de la campaña 1987/88, el Wimbledon fue apodado «Crazy Gang» («Pandilla Loca») por el carácter bromista y excéntrico del plantel, aficionados e incluso su presidente, el libanés Sam Hammam. Durante todo el año granjearon fama de ser difíciles de derrotar en Plough Lane, con un juego basado en balones largos (kick and rush) y una especial dureza al defender. Al bloque de Dennis Wise, Dave Beasant y John Fashanu se sumaron otros hombres como el rudo central Vinnie Jones y el veterano delantero Laurie Cunningham. Después de finalizar sextos en liga, la mejor clasificación de su historia, llegaron a la final de la FA Cup tras eliminar al Newcastle, Watford y Luton Town en las rondas anteriores. El 14 de mayo de 1988 se enfrentaron en Wembley al Liverpool F.C., que partía como favorito con un estilo de juego completamente opuesto al suyo. Pese a los pronósticos en contra, el Wimbledon terminó proclamándose campeón de la FA Cup con un gol de cabeza de Lawrie Sanchez en el minuto 37. El título coincidió con la sanción en vigor de la UEFA a Inglaterra por la Tragedia de Heysel, así que no pudieron disputar la Recopa como les debería haber correspondido.
A raíz del éxito en la FA Cup, la directiva del Wimbledon planificó la construcción de un nuevo campo sobre unos terrenos adquiridos en Merton, aunque el proyecto nunca pudo ejecutarse. El equipo se mantuvo sin apuros en Primera durante las siguientes campañas, y la llegada en 1990 de un nuevo entrenador procedente del Luton Town, Ray Harford, no cambió esa dinámica positiva. Con el defensa Warren Barton como fichaje destacado, finalizaron séptimos en el año 1990/91.
Sin poder construir el nuevo estadio en Merton por restricciones presupuestarias, el Wimbledon sufrió un duro revés en 1991: a raíz del Informe Taylor, la Asociación de Fútbol estableció que los campos de fútbol profesionales solo podían tener localidades de asiento. Plough Lane no cumplía las medidas de seguridad exigidas, por lo que el Wimbledon tuvo que compartir con el Crystal Palace su estadio de Selhurst Park en régimen de alquiler.

### Wimbledon en la Premier League (1992-2000)

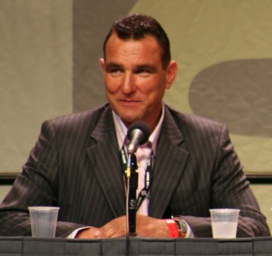
Vinnie Jones fue capitán del Wimbledon entre 1993 y 1997.

El Wimbledon fue uno de los 22 clubes que disputaron la primera edición de la Premier League (1992/93), con Joe Kinnear al frente del plantel. El nuevo técnico consiguió que su equipo fuese uno de los más difíciles de derrotar, especialmente en casa: la campaña 1993/94 fue la mejor de la década con un sexto puesto en liga, y al año siguiente se firmó una novena posición. Con esa actuación lograron su primera (y única) participación en competiciones europeas, la Copa Intertoto de la UEFA 1995. No obstante, el Wimbledon no se la tomó en serio y alineó en casi todos sus partidos a los reservas, por lo que la UEFA les sancionó (junto con el Tottenham) a un año de suspensión. En 1995, Warren Barton fue traspasado al Newcastle por 4 millones de libras, si bien Kinnear consiguió retener al capitán Vinnie Jones y a tres de sus jugadores de más calidad: Dean Holdsworth, el jamaicano Robbie Earle y el neerlandés Hans Segers.
La edición 1996/97 fue una de las más recordadas por los aficionados londinenses, pues el Wimbledon terminó octavo en Premier League y llegó hasta las semifinales de la Copa de la Liga y de la FA Cup, en la que eliminaron al Manchester United. Tras ello vinieron dos temporadas con altibajos, en las que la plantilla comenzaba fuerte pero después caía posiciones hasta tener que jugarse la salvación: finalizaron decimoquintos (1997/98) y decimosextos (1998/99).
A pesar del buen rendimiento deportivo, a nivel institucional se vivía una situación enrarecida. En abril de 1996, el presidente Sam Hammam recibió una oferta de un consorcio de empresarios irlandeses —liderado por Eamon Dunphy y Paul McGuinness— para trasladar el equipo a Dublín, donde se proyectaba un nuevo estadio con 60.000 localidades. Para llevarlo a cabo necesitaban el visto bueno de la Premier League y de la federación inglesa, ambas favorables. Sin embargo, la Asociación de Fútbol de Irlanda estaba en contra porque suponía una amenaza para la Liga Irlandesa, así que no hubo acuerdo posible. Entre tanto, en 1997, Hammam vendió el 80% de las acciones de la entidad a dos inversores noruegos, Bjørn Rune Gjelsten y Kjell Inge Røkke, y se deshizo del resto tres años más tarde para adquirir otro club, el Cardiff City F.C.
Joe Kinnear dejó de entrenar al Wimbledon en junio de 1999 por problemas de salud y fue reemplazado por el noruego Egil Olsen. A mediados de la temporada 1999/00 luchaban por salvar la categoría y Olsen fue despedido tras una mala racha de resultados. Los directivos esperaban que el veterano técnico Terry Burton solucionara la crisis, pero el Wimbledon acabó descendiendo a First Division en antepenúltimo lugar, adelantado por el Bradford City en la jornada final.

### Traslado a Milton Keynes y desaparición (2000-2004)

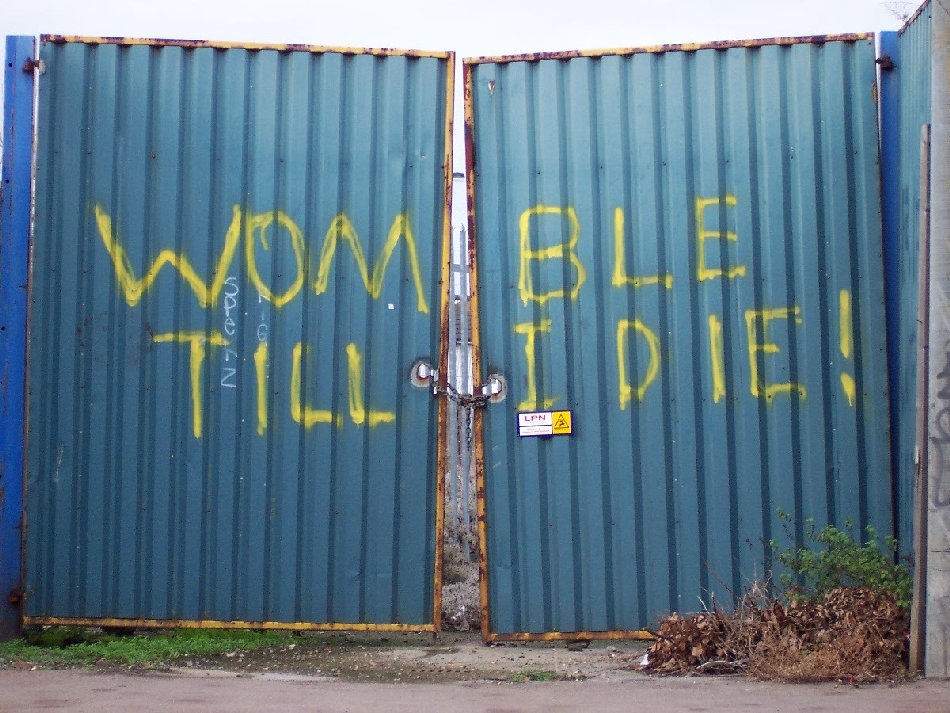
Pintada en Plough Lane contra el traslado a Milton Keynes, con la inscripción «Womble hasta la muerte». Los hinchas del Wimbledon eran apodados Wombles.

Con el descenso a la segunda categoría, la situación financiera del Wimbledon F.C. había empeorado sensiblemente: aún desplazados en Selhurst Park, en la temporada 2000/01 la asistencia media había caído hasta los 7.900 espectadores, más de la mitad respecto a la última campaña en la Premier League. Los propietarios nombraron a Charles Koppel nuevo presidente.
De forma paralela, en la ciudad de Milton Keynes, Buckinghamshire —a 90 kilómetros al norte de la capital— se estaba planificando la construcción de un moderno estadio con aforo para 28.000 espectadores, centro comercial y pabellón de conferencias, cuya inauguración estaba prevista para 2007. El proyecto no podía ser viable sin un equipo profesional local, por lo que se buscaron clubes interesados en trasladarse allí. Tras la negativa del Luton Town, el ejecutivo Pete Winkelman comenzó a negociar en el 2000 con Gjelsten y Røkke. Otra de las opciones contempladas por la directiva era fusionar el Wimbledon con el Queens Park Rangers, también en números rojos. Sin embargo, esa alternativa quedó descartada por ambas partes.
El 2 de agosto de 2001, Koppel confirmó que se había llegado a un acuerdo para trasladar el Wimbledon F.C. a Milton Keynes a partir de la temporada 2003/04. Si bien había precedentes en la liga escocesa, nunca se había vivido algo así en el sistema inglés. La mayoría de aficionados del Wimbledon y el municipio de Merton se movilizaron contra el proyecto. Del mismo modo, la Football League lo rechazó por unanimidad porque consideraba que Milton Keynes debía ganarse la membresía en los terrenos de juego. Sin embargo, Koppel recurrió y la Asociación de Fútbol —también reacia— tuvo que intermediar a través de una comisión independiente que estudiaría el impacto de las dos opciones: o irse a Milton Keynes o permanecer en Wimbledon. Finalmente, en mayo de 2002, la comisión falló a favor del traslado porque era «la única opción viable a nivel financiero».
Para muchos aficionados del Wimbledon, el traslado suponía la muerte del equipo tal y como lo conocían. Un mes después del fallo, en junio de 2002, varios socios crearon el «Association Football Club Wimbledon», al que veían como legítimo sucesor. El nuevo rival fue aceptado en el curso 2002/03 en la categoría regional, ocho divisiones por debajo, pero eso no desanimó a la mayoría de aficionados e incluso exjugadores para pasar a apoyarles en Kingsmeadow. En consecuencia, el Wimbledon F.C. completó su última temporada en Londres con una asistencia media de solo 3.000 espectadores, la mayoría rivales. Los propietarios noruegos dejaron de poner dinero y el 6 de junio de 2003, Koppel declaró al Wimbledon en bancarrota con deudas superiores a los 3,5 millones de euros. De inmediato se nombró un administrador judicial.
El 27 de septiembre de 2003, el Wimbledon disputó su primer partido en Milton Keynes frente al Burnley F.C. Con una plantilla de circunstancias porque sus mejores futbolistas habían solicitado el traspaso, finalizaron la temporada 2003/04 en última posición, lo que significaba su descenso a Football League One (tercera categoría). Al margen de lo deportivo, la administración judicial estaba buscando un comprador que asumiera la deuda del Wimbledon con el tesoro británico. De lo contrario, la Football League podía expulsarles del sistema de ligas profesional. Finalmente, consiguieron mantener la plaza gracias a Pete Winkelman; aunque al principio este solo quería construir un estadio multiusos, se vio obligado a hacerse con el equipo por 850.000 libras en junio de 2004. De inmediato anunció su refundación bajo el nombre «Milton Keynes Dons». La liga aprobó la operación el 1 de julio de 2004, lo que significaba la desaparición definitiva del Wimbledon.
El Milton Keynes Dons renunció oficialmente a la historia del Wimbledon F.C. en 2007, cediendo todos sus derechos y réplicas de trofeos al municipio de Merton.

## Símbolos del club

### Apodo
El apodo tradicional del Wimbledon es la abreviatura «Dons». A partir de la década de 1970 se empezó a usar también el término «Wombles», en referencia a un cuento infantil que transcurría en Wimbledon. Sobre ese mote se presentó en el 2000 una mascota, Wandle the Womble, aunque dejó de utilizarse después del traslado a Milton Keynes. Una variante, Haydon the Womble, es la mascota oficial del Association Football Club Wimbledon.

### Escudo
El escudo del Wimbledon F.C. era una variante del emblema del municipio de Merton: un águila bicéfala de color dorado. En 1923 se utilizó por primera vez el escudo de armas de Wimbledon, un águila bicéfala negra sobre fondo blanco. Cuando el equipo ingresó en la Football League en 1977 se recuperó una variante de esa enseña, de color blanco sobre fondo azul. Finalmente, en 1981 el dorado reemplazó al blanco. Para utilizarlo, debían contar con el permiso del municipio de Merton.
En mayo de 2002, cuando ya se había confirmado el traslado a Milton Keynes, el municipio de Merton retiró el permiso sobre el escudo y amenazó al club con denunciarle si seguía utilizándolo. Como solución alternativa, el 12 de abril de 2003 se presentó una nueva imagen, una cabeza de águila estilizada de color azul. En la parte inferior del cuello y pico, en color dorado, puede leerse «MK» en referencia a la nueva localización. Sin embargo, no llegó a implementarse y en las camisetas siguió el escudo de 1981.

### Uniforme
Los colores representativos del Wimbledon son el azul y el amarillo. La equipación original era una camiseta azul con pantalones blancos, y aunque se produjeron numerosos cambios de color a lo largo de su historia, en 1923 se adoptó un modelo definitivo: camiseta azul con mangas blancas y pantalón negro. En 1957 se volvió al diseño original y a partir de 1966 el pantalón pasó a ser también azul.
Cuando el Wimbledon fue aceptado en la Football League, su primera equipación era un uniforme blanco con delgadas rayas azules. Un año después se adoptó camiseta amarilla, pantalón azul y medias amarillas. Finalmente, el rediseño de imagen en 1981 puso orden a la equipación tradicional: uniforme azul con detalles en amarillo. En 1993, para distinguirse de otros clubes, pasaron a jugar de azul marino hasta su desaparición.
| 1899 | 1923-1952 | 1959-1966 | 1966-1975 | 1975-1981 | 1981-1993 | 1993-2004 |

## Estadio

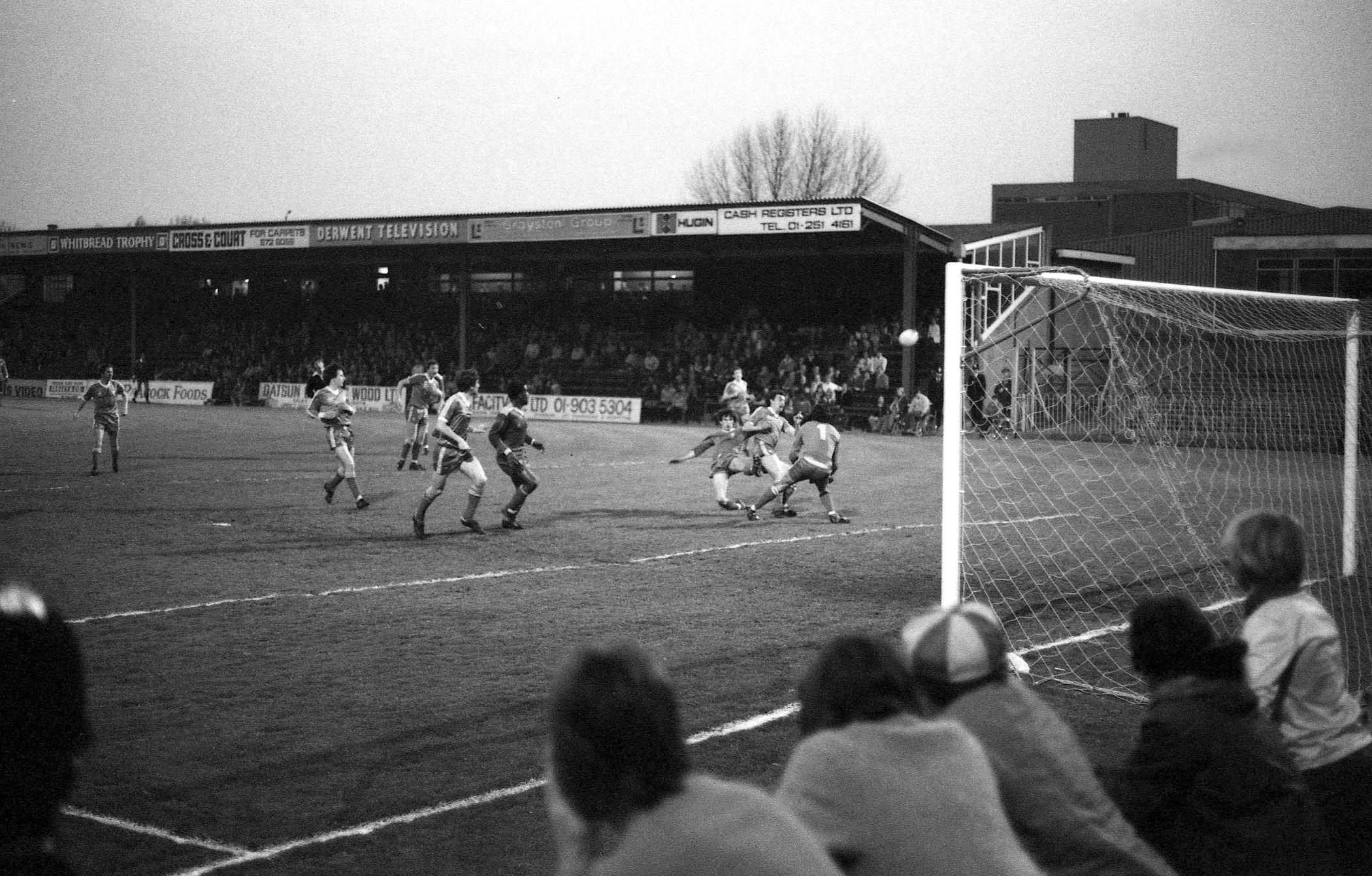
Partido del Wimbledon en Plough Lane (1982).

El primer campo del Wimbledon fue un terreno de juego en el parque Wimbledon Common (1899-1912), al sur de Londres y de Old Central School. 
A partir de 1912, los directivos compraron un solar en Plough Lane (Merton) y construyeron allí el que sería su estadio durante casi 80 años. Fue inaugurado en septiembre de 1912 con una modesta tribuna para 500 espectadores, y tuvo varias ampliaciones hasta completar cuatro gradas en 1957, con un aforo estimado de 16.000 personas en localidades de pie. Tres años después se instaló iluminación artificial. A pesar de que el Wimbledon había ascendió a Primera División en 1986, no se hicieron reformas significativas. La situación cambió después de la tragedia de Hillsborough y la publicación del Informe Taylor en 1990, en el que se recomendaba que solo hubiese localidades de asiento. La directiva no tenía dinero ni para reformar Plough Lane ni para construir un nuevo recinto, por lo que llegaron a un acuerdo con el Crystal Palace para compartir Selhurst Park (Croydon) desde 1991. Plough Lane seguiría siendo el campo del equipo reserva y de las categorías inferiores hasta 1998.
En la Copa Intertoto de la UEFA 1995, el Wimbledon disputó sus partidos como local en el Goldstone Ground de Hove, el campo del Brighton & Hove Albion.
Aunque Selhurst Park era una opción provisional, la directiva no tenía posibilidades de hacer un nuevo estadio en Merton y zonas aledañas, por lo que permanecieron en Croydon hasta 2003. Una vez se confirmó el traslado a Milton Keynes, el Wimbledon jugó allí por primera vez el 27 de septiembre de 2003 en el Estadio Nacional de Hockey, con capacidad para 9.000 personas. Dicho campo fue el primer hogar del Milton Keynes Dons hasta la inauguración del Stadium MK en 2007.

## Jugadores

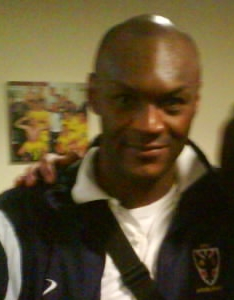
Marcus Gayle jugó 236 partidos con el Wimbledon y también ha formado parte del club sucesor.

El futbolista con más partidos en las filas del Wmbledon ha sido Roy Law, quien vistió la camiseta del equipo en 644 ocasiones (433 en liga) entre 1958 y 1972. Cerca de superar esa cifra estuvo fue el delantero Ian Cooke, con 615 apariciones entre 1964 y 1977. Por otro lado, el máximo goleador histórico ha sido Eddie Reynolds, con 340 goles en 329 partidos entre 1957 y 1966, incluyendo los cuatro tantos de la final de la Copa FA amateur.
Si se tienen en cuenta solo las estadísticas de la Football League, el jugador que más partidos ha disputado es Alan Cork: 430 partidos y 145 goles. Cork es también el máximo goleador en una sola temporada, 29 tantos en el año 1983/84. En lo que respecta al número de internacionalidades cuando jugaban para el Wimbledon, Kenny Cunningham (1994-2002) fue convocado en 16 ocasiones por la República de Irlanda. El fichaje más caro de la historia del club ha sido John Hartson, por el que pagaron 7,5 millones de libras al West Ham en 1999, mientras que el mayor traspaso fue Carl Cort al Newcastle United por 7 millones de libras en el 2000.
La siguiente lista recoge algunos de los futbolistas más destacados en la historia de la entidad:
| - Roy Law (1958-1972) - Eddie Reynolds (1957-1966) - Ian Cooke (1964-1977) - Alan Cork (1977-1992) - Kevin Gage (1980-1987) - Dave Beasant (1980-1988) - Nigel Winterburn (1983-1987) - Lawrie Sanchez (1984-1994) |  | - Dennis Wise (1984-1990) - Andy Thorn (1984-1988) (1994-1996) - John Fashanu (1985-1994) - John Scales (1987-1994) - Neil Sullivan (1988-2000) - Warren Barton (1990-1995) - Chris Perry (1991-1999) - Dean Holdsworth (1992-1997) (2003-2004) |  | - Vinnie Jones (1986-1989) (1992-1998) - Robbie Earle (1991-2000) - Marcus Gayle (1994-2001) - Eric Young (1987-1990) (1992-1999) - Kenny Cunningham (1994-2002) - Hans Segers (1988-1996) - Øyvind Leonhardsen (1994-1997) - Efan Ekoku (1994-1999) |

## Entrenadores
| - H. R. Watts (1930-1946) - Doc Dowden (1946-1955) - Les Henley (1955-1971) - Mike Everitt (1971-1973) - Dick Graham (1973-1974) - Allen Batsford (1974-1978) - Dario Gradi (1978-1981) - Dave Bassett (1981-1987) |  | - Bobby Gould (1987-1990) - Ray Harford (1990-1991) - Peter Withe (1991-1992) - Joe Kinnear (1992-1999) - Egil Olsen (1999-2000) - Terry Burton (2000-2002) - Stuart Murdoch (2002-2004) |

## Masa social

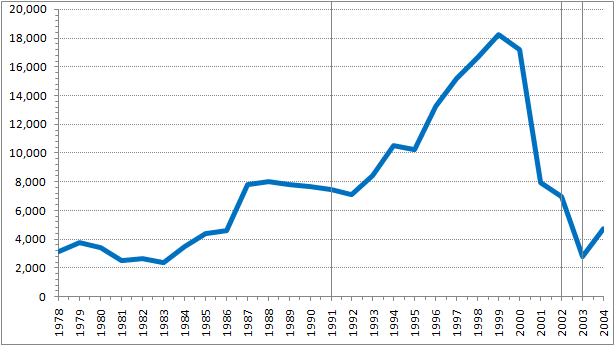
Gráfica de asistencia media al estadio del Wimbledon desde su ingreso en la Football League.

Debido a sus orígenes en las categorías inferiores, el Wimbledon siempre estuvo muy vinculado a la comunidad de Merton y no tenía demasiados aficionados fuera de allí. Esto le distinguía de otros equipos londinenses como el Arsenal, Tottenham o Chelsea, cuya base de seguidores es nacional. Las cifras de asistencia mejoraron a raíz del ascenso a Primera División, con 7.800 aficionados de media en su primer año, y se estabilizaron gracias a la irrupción de la «Crazy Gang» y su victoria en la FA Cup de 1988. No obstante, el mayor impulso vino con el traslado a Selhurst Park y el éxito de la Premier League: en la temporada 1998/99 se alcanzó la cifra media récord de 18.235 aficionados, y en 1999/00 —último año en la máxima categoría— fue de 17.157 personas. Después del descenso, cayeron en picado hasta los 7.897 espectadores (2000/01).
Cuando se confirmó el traslado a Milton Keynes, la mayoría de aficionados boicotearon al Wimbledon y se pasaron al Association Football Club Wimbledon, creado por los socios. En su último año en Londres, el Wimbledon tuvo una media inferior a los 2.500 espectadores, mientras que en el año 2003/04 —el primero en la nueva ciudad— la media era de 4.751 personas en el Estadio Nacional de Hockey, en comparación con las 2.606 del AFC Wimbledon en categorías regionales.
El Wimbledon mantenía cierta rivalidad con otros clubes del sur de Londres: Crystal Palace, Charlton Athletic y Millwall F.C., aunque ninguna de ellas era intensa. Solo coincidieron en la misma división con el Crystal Palace durante 11 temporadas.

## Estadísticas

### Datos del club
- Temporadas en Primera División / Premier League: 14

Mejor posición: 6º (temporadas 1987-88 y 1993-94)
Peor posición: 18º (temporada 1999-2000)
- Temporadas en Segunda División / Division One: 4

Mejor posición: 3º (temporada 1985-86)
Peor posición: 24º (temporada 2003-04)
- Participaciones en la FA Cup: 65

Mejor posición: Campeón (temporada 1987-88)

### Participación en competiciones europeas
| Temporada | Torneo         | Ronda | Club             | Casa | Fuera |
| --------- | -------------- | ----- | ---------------- | ---- | ----- |
| 1995      | Copa Intertoto | 1ª    | Bursaspor        | 0-4  |       |
| 1995      | Copa Intertoto | 2ª    | 1. FC Košice     |      | 1-1   |
| 1995      | Copa Intertoto | 3ª    | Beitar Jerusalén | 0-0  |       |
| 1995      | Copa Intertoto | 4ª    | Royal Charleroi  |      | 0-3   |

## Palmarés
- FA Cup (1): 1987-88.

- Copa FA Amateur (1): 1962-63.

Subcampeón (2): 1934-35, 1946-47.

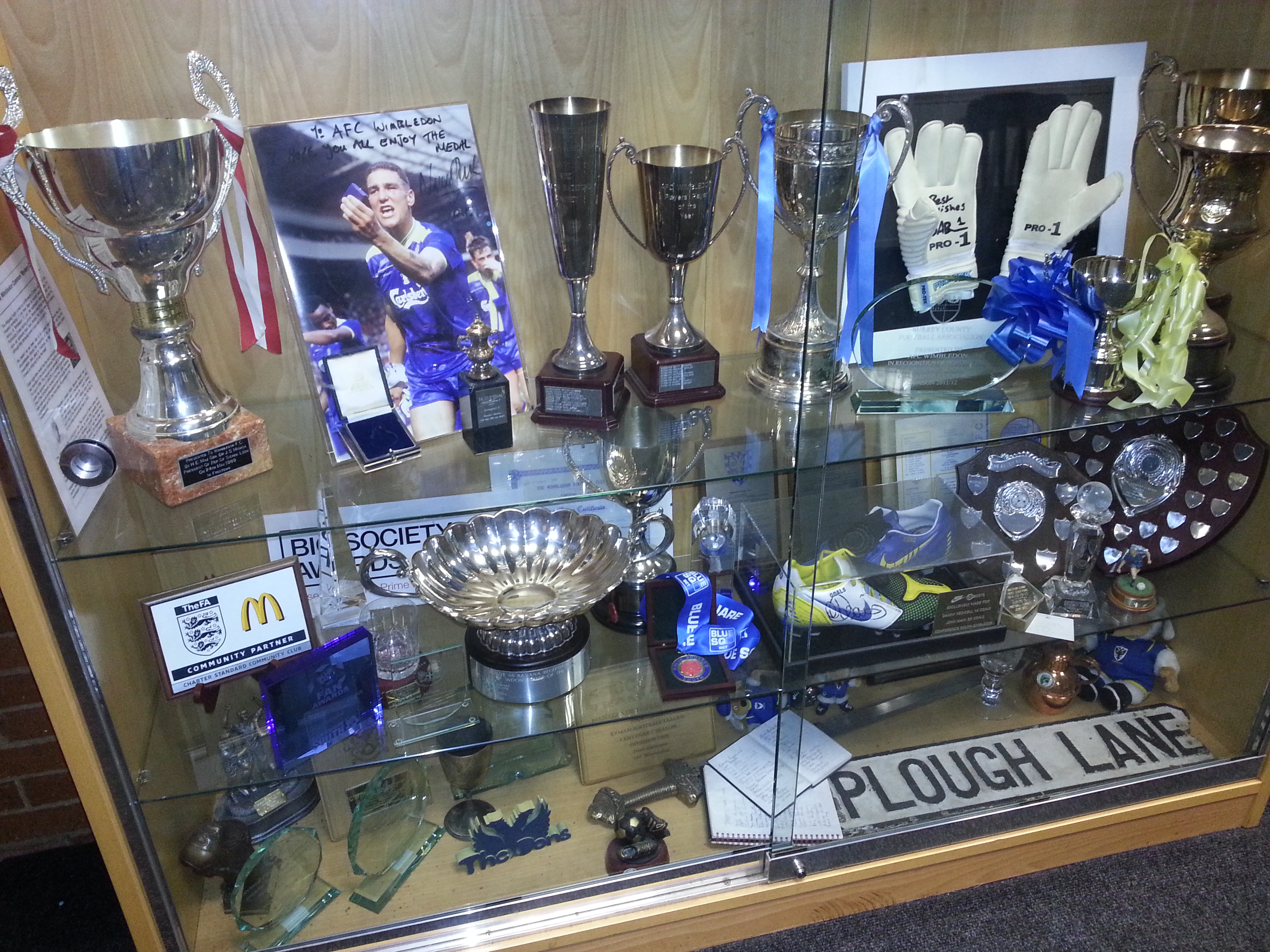
Trofeos y recuerdos del Wimbledon en el estadio de Kingsmeadow.

- Football League Fourth Division (1): 1982-83.

- Southern Football League (3): 1974–75, 1975–76, 1976–77.

Subcampeón (1): 1967-68.
- Isthmian League (8): 1930–31, 1931–32, 1934–35, 1935–36, 1958–59, 1961–62, 1962–63, 1963–64.

Subcampeón (2): 1949-50, 1951-52.